# Petra Jászapáti
Petra Jászapáti (Seghedino, 31 dicembre 1998) è una pattinatrice di short track ungherese.

## Biografia
È sorella di Péter Jászapáti.
Si è messa in mostra ai Giochi olimpici giovanili di Lillehammer 2016 vincendo due medaglie d'argento nei 500 m e nella staffetta 3000 m mista.
All'età di diciotto anni, ha vinto la medaglia d'argento ai Campionati mondiali di short track di Rotterdam 2017 nel concorso della staffetta 3000 metri, con le compagne di nazionale Bernadett Heidum, Andrea Keszler e Sára Bácskai.
All'Olimpiade di Pyeongchang 2018 si è classificato 13ª nei 500 metri, 24ª nei 1000 metri, 6ª nei 1500 metri e 4ª nella staffetta 3000 metri.
Ha rappresentato l'Ungheria ai Giochi olimpici di Pechino 2022, dove ha vinto la medaglia di bronzo nella staffetta 2000 m mista, assieme a Zsófia Kónya, Shaoang Liu, Shaolin Sándor Liu e John-Henry Krueger.
Agli europei di Danzica 2023 ha vinto il bronzo nei 1000 m dietro alla belga Hanne Desmet e all'olandese Suzanne Schulting. Nella staffetta 3000 m ha ottenuto l'argento con Sára Bácskai, Rebeka Sziliczei-Német e Zsófia Kónya. Nel 2025 vince la medaglia d'oro nei 500 metri agli europei di Dresda.

## Palmarès
- Olimpiadi

Pechino 2022: bronzo nella staffetta 2000 m mista
- Mondiali

Rotterdam 2017: argento nella staffetta 3000 m
- Europei

Dordrecht 2015: bronzo nella staffetta 3000 m
Torino 2017: argento nella staffetta 3000 m
Dresda 2018: argento nella staffetta 3000 m
Dordrecht 2019: bronzo nella staffetta 3000 m
Danzica 2023: argento nella staffetta 3000 m; bronzo nei 1000 m,
Dresda 2025: oro nei 500 m, argento nei 1000 m e nella staffetta 3000 m.